# Frank Hoste
Frank Hoste (nascido em 29 de agosto de 1955) é um ex-ciclista belga, que venceu a classificação por pontos no Tour de France em 1984. Hoste foi ciclista profissional entre 1977 e 1991, em seguida, abriu uma fábrica de bicicletas. Também competiu em duas provas de ciclismo de estrada nos Jogos Olímpicos de Verão de 1976.